# Polków
Polków [ˈpɔlkuf] est un village polonais de la gmina de Zduńska Wola dans le powiat de Zduńska Wola et dans la voïvodie de Łódź. Il se situe à environ 9 kilomètres à l'ouest de Zduńska Wola et à 48 kilomètres au sud-ouest de Łódź.